# Dolmen de la pointe de Bilgroix
Le dolmen de la pointe de Bilgroix est une allée couverte  située à Arzon, dans le département français du Morbihan.

## Historique
Le site est signalé en 1866 par G. de Closmadeuc, alors président de la Société polymathique du Morbihan. La Société polymathique y mène des fouilles sommaires la même année dont A. Taslé donne une description peu avantageuse : « le dolmen que nous avons exploré est orienté est et ouest, il n'offre qu'un intérêt médiocre, soit en raison de la hauteur de la motte de terre et de pierres mélangées sous laquelle il avait été enfoui, soit par la nature et l'importance des objets recueillis ». En 1912, Zacharie Le Rouzic signale que le propriétaire des lieux a partiellement détruit l'édifice lors d'un défrichement et qu'une grande quantité de poteries a été découverte à cette occasion. En 1961, un petit mobilier archéologique (poteries, silex) est découvert à l'occasion de l'élargissement de la route et des travaux d'adduction d'eau. Avec l'essor touristique des années 1970, le site tend à devenir un dépotoir. Sa pérennité n'est assurée que par son classement au titre des monuments historiques par arrêté du 8 mars 1978. 
De 1989 à 1993, Joël Lecornec fouille complètement le site.

## Description
Le monument a été édifié sur le flanc nord-ouest du sommet de la pointe de Bilgroix à 14 m d'altitude. Le cairn est en forme de fer à cheval allongé, d'une longueur de 17 m d'est en ouest pour une largeur de 7,90 m du nord au sud. Le cairn ayant été arasé en 1912, sa hauteur actuelle ne reflète pas sa hauteur initiale qui selon Taslé était de 3 à 4 m en 1866. L'ensemble est entouré d'un premier mur de parement, conservé sur 1 m de hauteur à son extrémité sud-est. Un second mur de parement, lui-même composé de deux murs, un parement externe en gros moellons et un parement interne en petits moellons, ceinture le cairn. Le mur de parement interne s'élève à 1,50 m de hauteur, jusqu'au niveau de la seule table de couverture (3,30 m sur 2,80 m) encore en place. Tous les blocs utilisés sont en leucogranite et proviennent d'une extraction sur place. Dans la partie haute du cairn, les espaces compris entre les deux murs de parements et entre le mur interne de parement et celui de l'allée proprement dite ont été comblés avec une couche de terre compactée mêlée de cendres.
À la suite de Taslé, l'édifice a été improprement qualifié de dolmen, or il ne comporte aucune distinction entre un éventuel couloir et une chambre : il correspond de fait à un long couloir, délimité par des murs en pierres sèches, dont la largeur (1,25 m) demeure constante sur les 7,50 m premiers mètres puis s'élargit à 1,80 m sur 6,50 m de longueur et se termine par un orthostate de 1,60 m de hauteur dont les extrémités sont engagées dans la masse du cairn. Aucune cellule terminale n'a été identifiée au-delà. Dans la section la plus large, le sol est dallé sur environ 2 m2. L'édifice correspond donc à une allée couverte d'une longueur totale de 14 m, s'élargissant légèrement d'est en ouest à la moitié de sa longueur et dont la hauteur sous dalle ne devait pas dépasser celle de l'orthostate terminale soit 1,60 m de hauteur.
Une sépulture annexe a été découverte au sud du cairn. Orientée nord-sud, elle était délimitée par des murs en moellons côté ouest et est et par une petite dalle transversale au sud, le côté nord s'appuyant contre le parement externe du cairn. Trois blocs jointifs, alignés est-ouest, ont été découverts au sud de cette sépulture. Le premier bloc est une grosse meule dormante, le second bloc présente des traces de polissage et le troisième correspond à une stèle brisée qui a été calée dans le sol tête en bas. Cette stèle (0,55 m de haut sur 0,35 m  de large et 0,15 m  d'épaisseur) comporte un sommet convexe et une tranche bourchardée.
Le prolongement des fouilles à l'est/sud-est du cairn a révélé l'existence d'une structure en pierres sèches, en forme de « S », construite selon la même architecture que le mur double de parement du cairn. L'état de la structure n'a pas permis d'en identifier la nature.

## Mobilier archéologique
Le matériel archéologique découvert lors de la fouille de 1866 est conservé dans les collections de la Société polymathique. Le matériel céramique est assez abondant et peut être classé en deux groupes distincts : un premier groupe comprenant des bols hémisphériques, à fond plat, et aux parois plus ou moins épaisse et un second groupe de céramiques épaisses, cylindriques ou coniques, à fond plat. Le mobilier lithique comprend des lames ou fragments de lames en silex dont trois en silex du Grand Pressigny. Lors d'un ramassage sur place en 1912, Le Rouzic recueillit un vase hémisphérique et des silex (une lamelle et deux éclats). Lors d'un ramassage effectué en 1958, une scie ou racloir à encoches (88 mm de long sur 54 mm de large) en silex du Grand Pressigny a été découverte.
Le mobilier archéologique recueilli par J. Lecornec a été découvert soit dans l'allée couverte, soit au nord du cairn et aux abords de la structure indéterminée au sud-est du site. Le mobilier découvert aux abords du cairn pourrait correspondre aux déblais de la fouille de 1866. La sépulture annexe n'a livré aucun matériel archéologique. L'essentiel du mobilier est constitué de 28 700 fragments de céramique (bols, écuelles, vases) retrouvés le long des parois. Le mobilier lithique comprend une centaine de percuteurs en quartz, entiers ou brisés et principalement des déchets de taille de silex. Une grande lame, une lame et une pointe en silex du Grand Pressigny ont aussi été découvertes ainsi que plusieurs haches en dolérite. Les éléments de parure se limitent à une pendeloque en forme de hache, un galet perforé et un fragment de cristal de roche.
Quatre datations au radiocarbone ont pu être réalisées sur des charbons de bois recueillis dans un foyer découvert au niveau du substrat rocheux : une correspond au Néolithique moyen et les trois autres au Néolithique récent. L'ensemble des céramiques semble « appartenir à un faciès armoricain du S.O.M ».